# Clitoria
Clitoria este un gen de plante tropicale și subtropicale din familia fabaceelor, polenizate de către insecte. 

## Nume
Genul de plante a fost denumite după organul erectil feminin clitoris, datorită asemănării dintre vulva umană și dispoziției petalelor. Prima specie din acest gen a fost denumită Flos clitoridis ternatensibus, descrisă științific în 1678 de către Rumpf, un botanist de origine germană angajat la Compania Olandeză a Indiilor de Est.

## Răspândire
Speciile Clitoria se întâlnesc în zonele tropicale, subtropicale și temperate din vestul Americii de Nord, Africa, Asia de Sud Asia de Sud-Est și Australia. 

## Utilizare
Cea mai cunoscută specie a genului este Clitoria ternatea, întrebuințată în alimentația omului și la prepararea unor infuzii ca plantă medicinală.

## Specii
- Clitoria albiflora Mattei
- Clitoria amazonum Benth.
- Clitoria andrei Fantz
- Clitoria angustifolia Kunth
- Clitoria annua J. Graham
- Clitoria arborea Benth.
- Clitoria arborescens R. Br.
- Clitoria australis Benth.
- Clitoria biflora es
- Clitoria brachystegia Benth.
- Clitoria bracteata Poir.
- Clitoria brasiliana L.

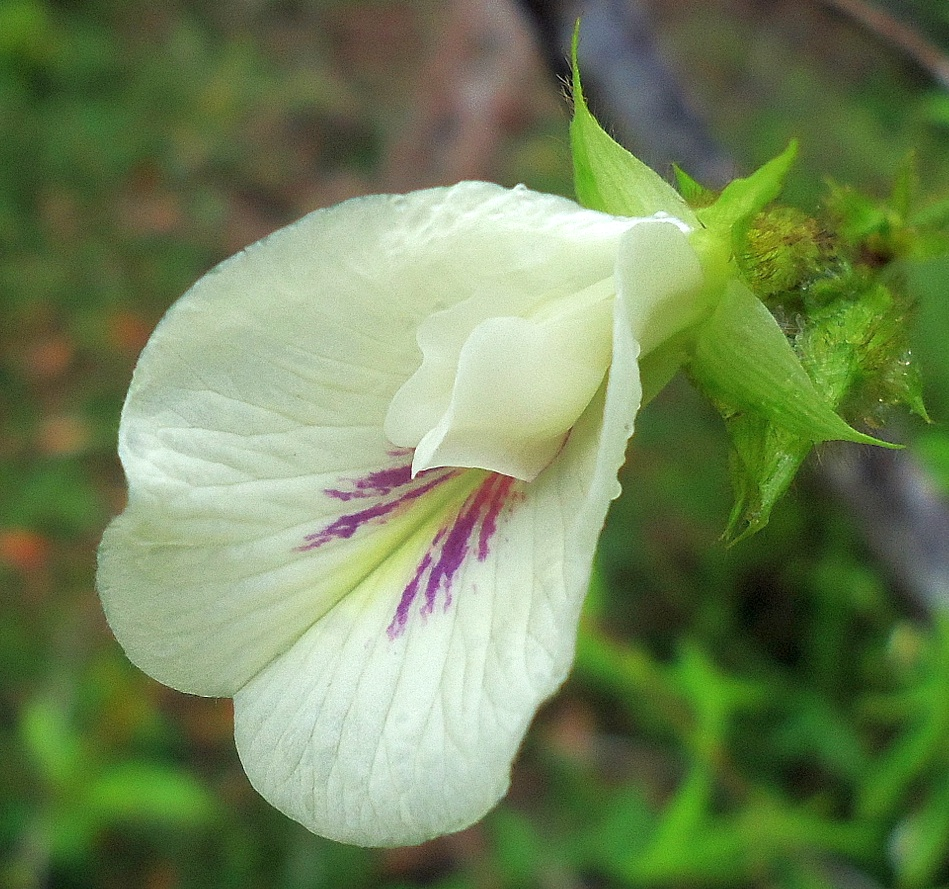
Clitoria falcata

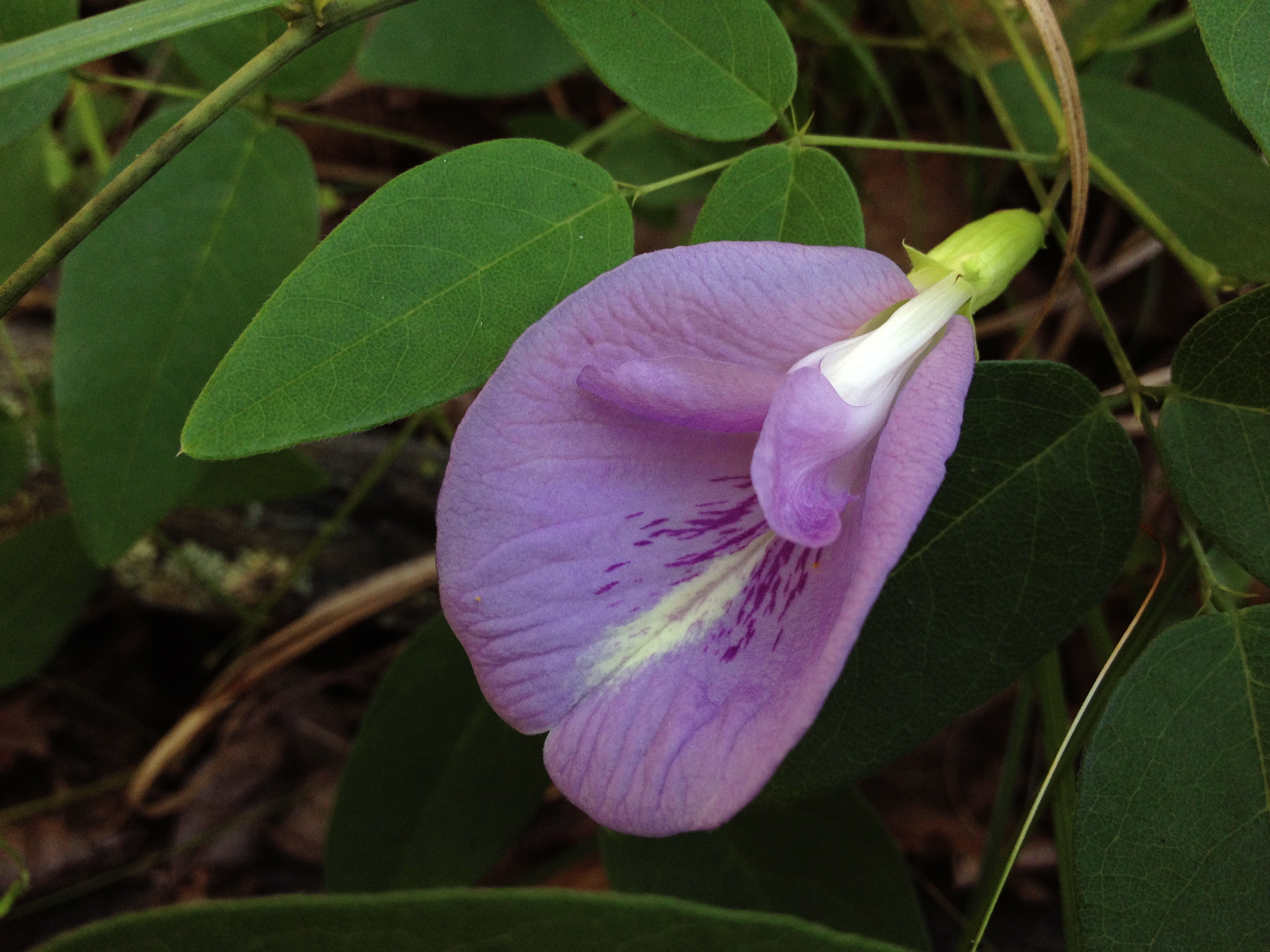
Clitoria mariana

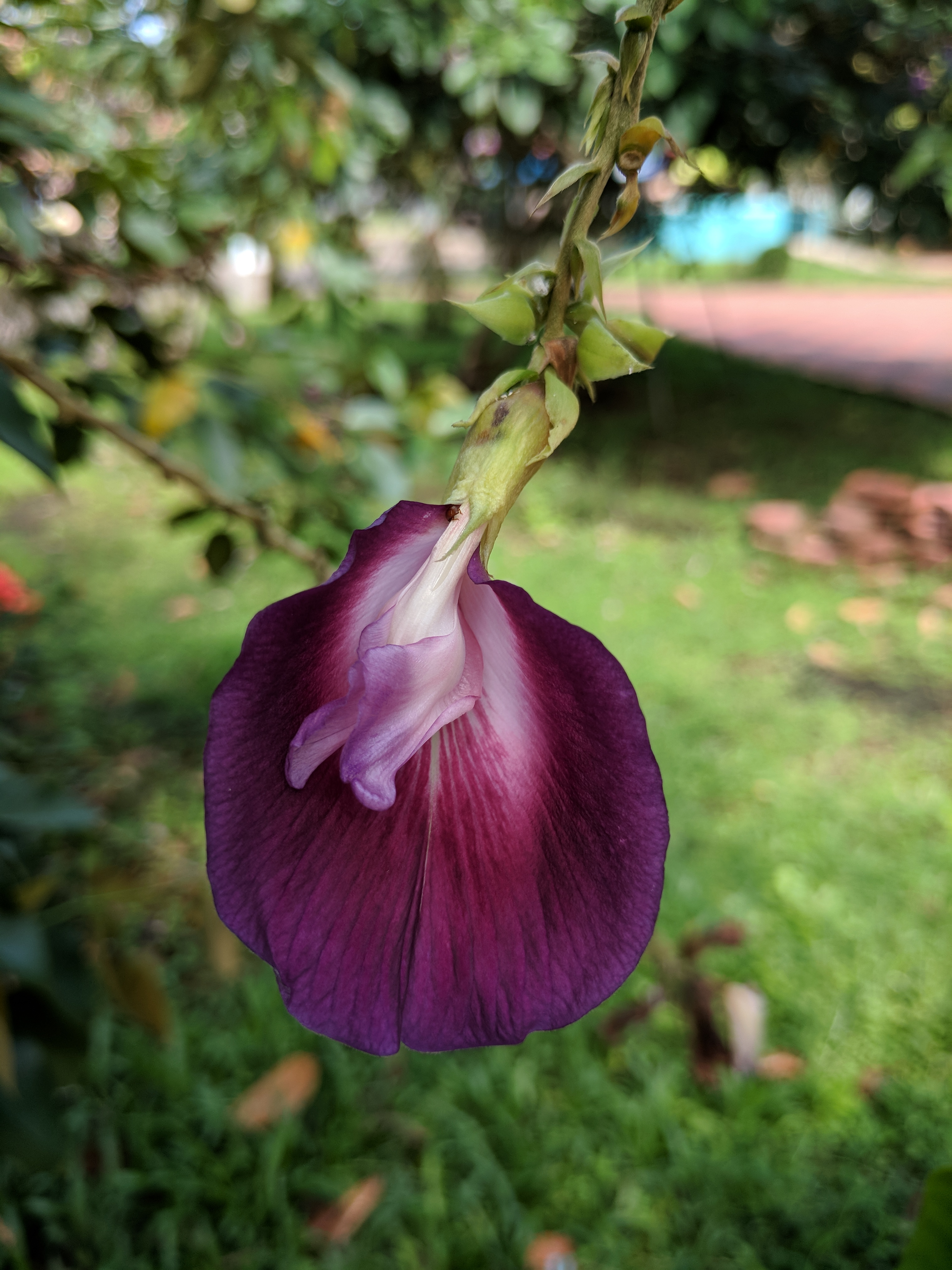
Clitoria arborea

- Clitoria cajanifolia (C. Presl) Benth.
- Clitoria capitata Rich.
- Clitoria dendrina Pittier
- Clitoria fairchildiana R. A. Howard
- Clitoria falcata Lam.
- Clitoria fragrans Small
- Clitoria glycinoides DC.
- Clitoria guianensis (Aubl.) Benth.
- Clitoria heterophylla Lam.
  - C. h. var. heterophylla
  - C. h. var. pedunculata (Bojer ex Benth.) Fantz
- Clitoria javitensis subsp. javitensis
- Clitoria laurifolia Poir.
- Clitoria linearis Gagnep.
- Clitoria mariana L.
- Clitoria mearnsii De Wild.
- Clitoria mexicana Link
- Clitoria moyobambensis Fantz
- Clitoria nana Benth.
- Clitoria pedunculata Bojer ex Benth.
- Clitoria pinnata (Pers.) R. H. Sm. & G. P. Lewis
- Clitoria plumieri Turpin ex Pers.
- Clitoria polyphylla Poir.
- Clitoria racemosa G.Don
- Clitoria racemosa Benth.
- Clitoria rubiginosa Pers.
- Clitoria sagotii Fantz
- Clitoria schiedeana Schltdl.
- Clitoria stipularis Benth.
- Clitoria tanganicensis es
- Clitoria ternatea L.
  - C. t. var. albiflora Voigt
- Clitoria virginiana L.
- Clitoria woytkowskii Fantz
- Clitoria zanzibarensis Vatke
- Clitoria zanzibarensis Mengkoemieng